# Skřivany
Skřivany település Csehországban, a Hradec Králové-i járásban. Skřivany Sloupno, Smidary és Králíky településekkel határos. Lakosainak száma 1178 fő (2024. január 1.).

## Népesség
A település lakosságának változását az alábbi diagram mutatja:
| Lakosok száma | 604  | 1309 | 1242 | 1118 | 997  | 1034 | 1061 | 1041 | 1064 | 1178 |
|               | 1869 | 1900 | 1921 | 1961 | 1980 | 2011 | 2016 | 2019 | 2021 | 2024 |